# Parque Nacional Taman Negara
O Parque Nacional Taman Negara é um parque nacional localizado na Malásia. Foi fundado entre 1938/1939 com o nome de Parque Nacional Rei George V, sendo renomeado após a independência. Possui uma área total de 4.343 km², em três províncias Pahang, Kelantan e Terengganu. Cada unidade possui sua própria legislação. Taman Negara Pahang é a área maior com 2.477 km², seguido de Taman Negara Kelantan com 1.043 km² e Taman Negara Terengganu com 853 km².